# Jeronimo de Bosch Kemper
Jeronimo de Bosch Kemper (født 23. marts 1808 i Amsterdam, død 20. oktober 1876 sammesteds) var en nederlandsk statsvidenskabelig forfatter og politiker, dattersøn af Jeronimo de Bosch.
Bosch Kemper var fra 1852 til 1862 professor i statsvidenskab i Amsterdam, indlagde sig store fortjenester af Nederlandenes statistik og var en frugtbar forfatter i samfundsvidenskabelige, juridiske og politiske emner, kæmpede med stor energi og dygtighed blandt andet for en forfatningsrevision i frisindet ånd.